# Okogłów
Okogłów, ignik, polifem (Polyphemus pediculus) – gatunek niewielkiego skorupiaka, zaliczanego do rzędu wioślarek, podgromady liścionogów.

## Występowanie
Okogłów żyje w słodkowodnych zbiornikach wodnych półkuli północnej, głównie w klimacie umiarkowanym.

## Opis
Okogłowy posiadają ruchomą głowę, na której znajduje się ogromne oko. Skorupiak ten ma 4 pary rozgałęzionych odnóży.